# Kortstaartjanfrederik
kortstaartjanfrederik (Sheppardia poensis) is een zangvogel uit de familie Muscicapidae (vliegenvangers). De vogel werd in 1903 geldig beschreven door de Britse vogelkundige Boyd Alexander als Callene poensis. De naam is ontleend aan de vindplaats Fernando Po.

## Verspreiding en leefgebied
Deze soort telt vijf ondersoorten:
- S. p. granti: zuidoostelijk Nigeria en westelijk Kameroen.
- S. p. poensis: Bioko.
- S. p. kungwensis: Mount Kungwe (westelijk Tanzania).
- S. p. kaboboensis: Mount Kabobo (oostelijk Congo-Kinshasa).
- S. p. schoutedeni: oostelijk Congo-Kinshasa.

De leefgebieden liggen in onderling diverse landschapstypen  tussen de 600 en 2500 meter boven zeeniveu.

## Status
De vogel staat als niet bedreigd op de Rode Lijst van de IUCN. De populatie-aantallen gaan echter wel achteruit.